# Max Poole
Max Poole (ur. 1 marca 2003) – brytyjski kolarz szosowy.

## Osiągnięcia
Opracowano na podstawie:
2021
- 1. miejsce w klasyfikacji punktowej Grand Prix Rüebliland
  - 1. miejsce na 1. etapie
- 2. miejsce w La Philippe Gilbert juniors
  - 1. miejsce w klasyfikacji górskiej
  - 1. miejsce na 2. etapie

2023
- 1. miejsce w klasyfikacji młodzieżowej Tour of the Alps

## Rankingi
| Rok             | 2022 | 2023 | 2024 |
| --------------- | ---- | ---- | ---- |
| World Ranking   | 644. | 140. | 76.  |
| UCI Europe Tour | 497. | -    | 61.  |
|                 |      |      |      |
| Źródło: UCI     |      |      |      |